# Honda Insight
Der Honda Insight ist ein Hybridauto von Honda.
Es war 1999 eines der ersten seiner Art und die erste Generation, die als Kleinwagen gebaut wurde und mit einem Verbrauch von 3,4 l Superbenzin pro 100 km sehr sparsam war.
2009 kam die zweite Generation auf den Markt, die nun in Kompaktwagengröße gebaut wurde. Entsprechend stieg der Verbrauch etwas an, blieb aber in seiner Klasse immer noch sehr niedrig.
Auch die 2018 vorgestellte dritte Generation wird von einem Hybridantrieb angetrieben. Die Produktion wurde im Sommer 2022 eingestellt.

## Insight (1999–2006)
Die erste Modellversion des Insight ist eine zweisitzige Schräghecklimousine mit Kamm-Heck, ähnlich wie zuvor der sportliche Honda CRX. Er war das erste massenproduzierte Hybridauto, das in den USA verkauft wurde. In Japan wurde die erste Generation des Toyota Prius bereits 1997 eingeführt. Mit einem DIN-Verbrauch von 3,4 l auf 100 km und einer CO2-Emission von nur 80 g/km war er das erste serienmäßige 3-Liter-Auto mit Ottomotor.
Von den ca. 12.000 bis 2006 produzierten Einheiten wurden im Jahr 2000 ca. 100 Fahrzeuge an deutsche Händler für Präsentationszwecke ausgeliefert. Offiziell wurde dieses Niedrigenergiefahrzeug nicht auf dem deutschen Markt angeboten.
Der Insight verfügt über einen 3-Zylinder-Ottomotor und einen bürstenlosen Elektromotor auf der Kurbelwelle. Hinter dem Fahrer- und Beifahrersitz befindet sich ein Akkupack aus NiMH-Akkumulatoren mit einer Nennspannung von 144 V. Während der Beschleunigung und Bergauffahrten stellt der Elektromotor zusätzliche Leistung bereit; beim Abbremsen oder Bergabfahren fungiert der Elektromotor als Generator und lädt die Akkumulatoren in Art einer Rekuperation. Bei niedrigem Akkustand lädt dieser über den Verbrennungsmotor die Akkumulatoren als Range Extender. Ein Computer steuert dabei, welche Leistung vom Verbrennungsmotor und welche vom Elektromotor abgegeben wird; in der CVT-Variante zusätzlich die optimale Übersetzung.

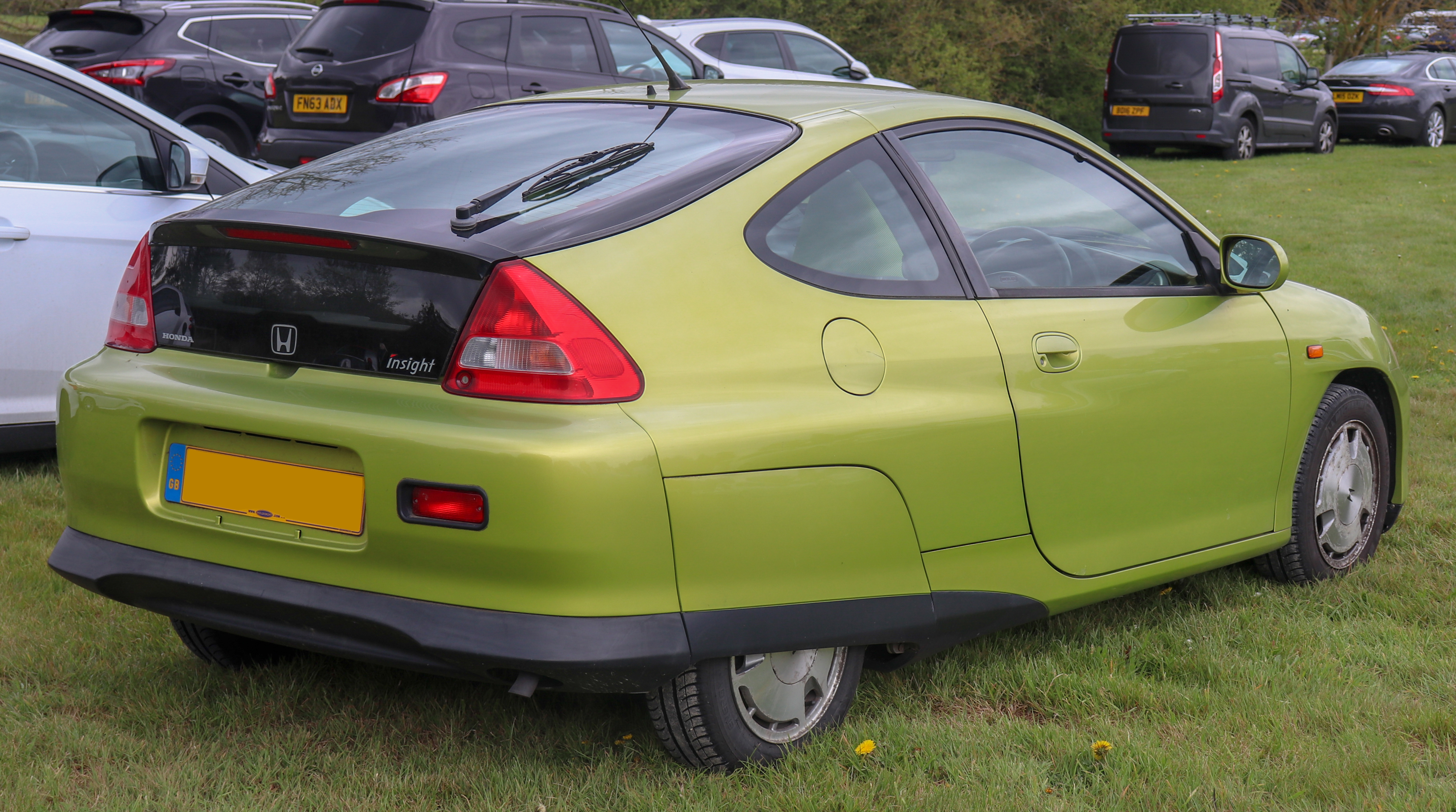
Heck des Insight

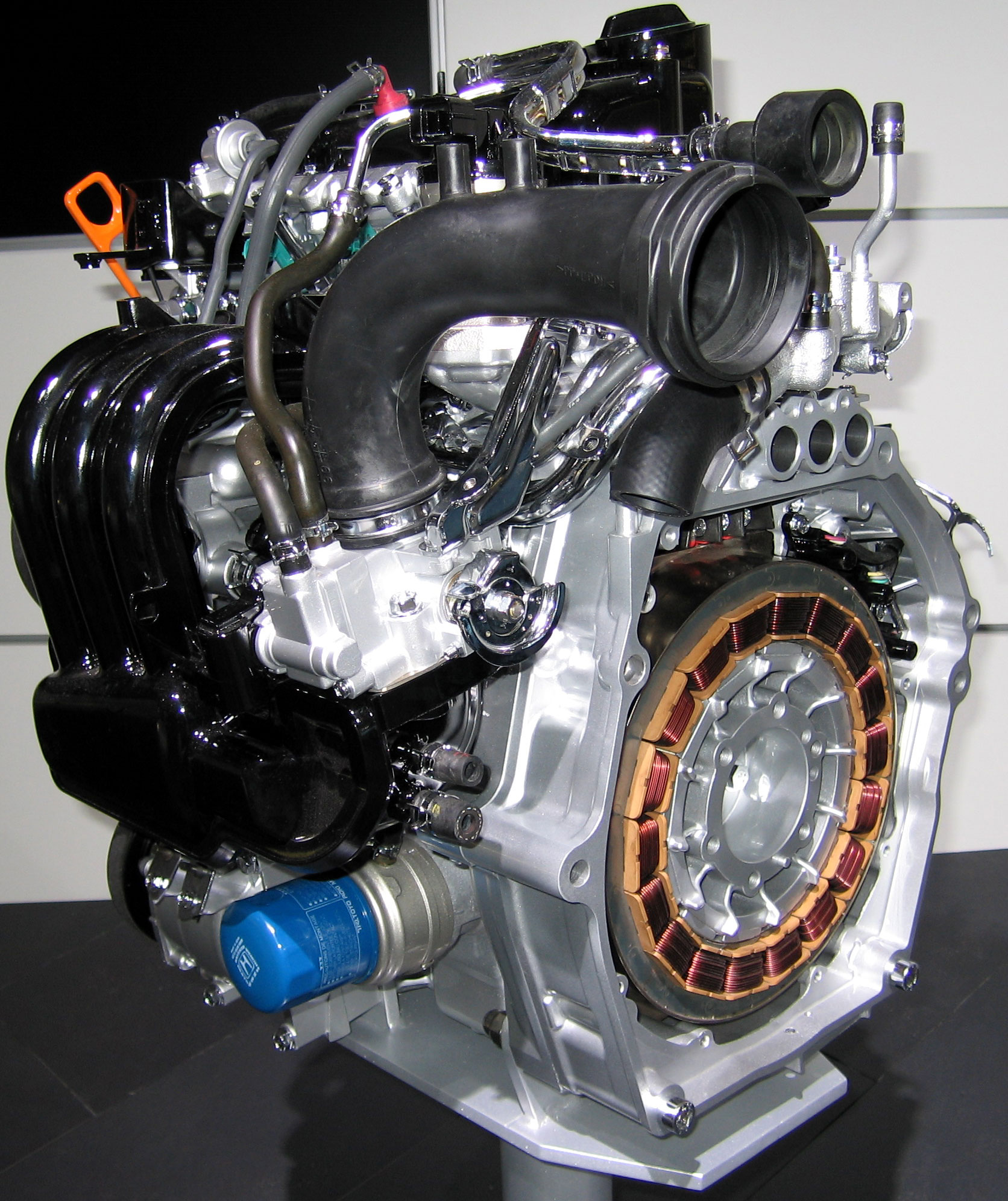
Honda Insight IMA

Auf dem Armaturenbrett wird der Ladestand der Akkus und der Zustand des Elektromotors angezeigt. Das manuelle 5-Gang-Getriebe ist extrem lang übersetzt, sodass die Höchstgeschwindigkeit knapp im 3. Gang erreicht wird, im 5. jedoch nicht. In jedem Fall regelt die Motorsteuerung die Spritzufuhr bei 185 km/h ab. Theoretisch ist bei ausreichendem Gefälle eine Höchstgeschwindigkeit von weit über 220 km/h möglich, da die Vollaluminium-Karosserie mit einem {\displaystyle c_{w}}-Wert von 0,25 einen Spitzenwert erreicht. Nach dem Honda NSX aus dem Jahr 1990 war der Insight der zweite Honda in Vollaluminium-Bauweise und konstruktiv eng verwandt mit dem Audi Space Frame.

## Nebenmodelle

### Civic IMA (2003–2005)
Im Insight ist die erste Generation der Hybridtechnologie von Honda verbaut. Im Civic IMA kommt 2003 die nächste Generation, welche weniger Platz benötigt, zum Einsatz.

### Civic Hybrid (2006–2010)
Der Civic Hybrid bringt 2006 eine nochmalige Verkleinerung des Batteriepakets um etwa 13 Prozent. Vom Verkehrsclub Deutschland wird er sowohl 2006/2007 als auch 2007/2008 zum umweltfreundlichsten Fahrzeug gekürt.

## Insight (2009–2013)
Ab April 2009 wurde ein neues Mildhybridauto unter dem Namen Insight ausgeliefert.
Die fünftürige Schräghecklimousine war bis zum Marktstart des Toyota Yaris Hybrid das niedrigpreisigste Hybrid-Auto auf dem deutschen Markt. Angetrieben wird der Insight von einem 1,3-l-Vierzylinder-Benzinmotor mit 65 kW (88 PS) und einem Elektromotor mit 10 kW (14 PS), was zu einem Gesamtdrehmoment von 167 Nm und einer Systemleistung von 72 kW (98 PS) führt.
Es gibt auf dem deutschen Markt insgesamt drei Ausstattungsvarianten des Insight. Der Verbrauch liegt laut Herstellerangaben abhängig von der Variante bei 4,4 l oder 4,6 l auf 100 km (kombiniert) und die CO2-Emission bei 101 bzw. 105 g/km.
Der Insight wurde im Jahre seines Erscheinens, wie in den fünf Jahren zuvor der Civic IMA bzw. Civic Hybrid, vom Verkehrsclub Deutschland zum umweltfreundlichsten Fahrzeug der Kompaktklasse gekürt.
Auf der IAA 2011 wurde ein überarbeitetes Modell, das an einem veränderten Kühlergrill erkennbar ist, vorgestellt. Der verschlankte Heckspoiler soll die Sicht nach hinten verbessern und zwischen den Heckleuchten befindet sich nun eine Chromleiste. Neben dem Innenraum wurde auch der Motor überarbeitet, womit der Verbrauch gesenkt wurde und der CO2-Ausstoß seitdem mit 96 g/km angegeben wird. Verkaufsstart war im Februar 2012.
Trotz des im Vergleich zum Hauptkonkurrenten Toyota Prius deutlich günstigeren Preises verkaufte sich der Insight von Anfang an deutlich schlechter. Aufgrund zu geringer Verkäufe wurde der Vertrieb des Insight in Deutschland im November 2013 eingestellt.

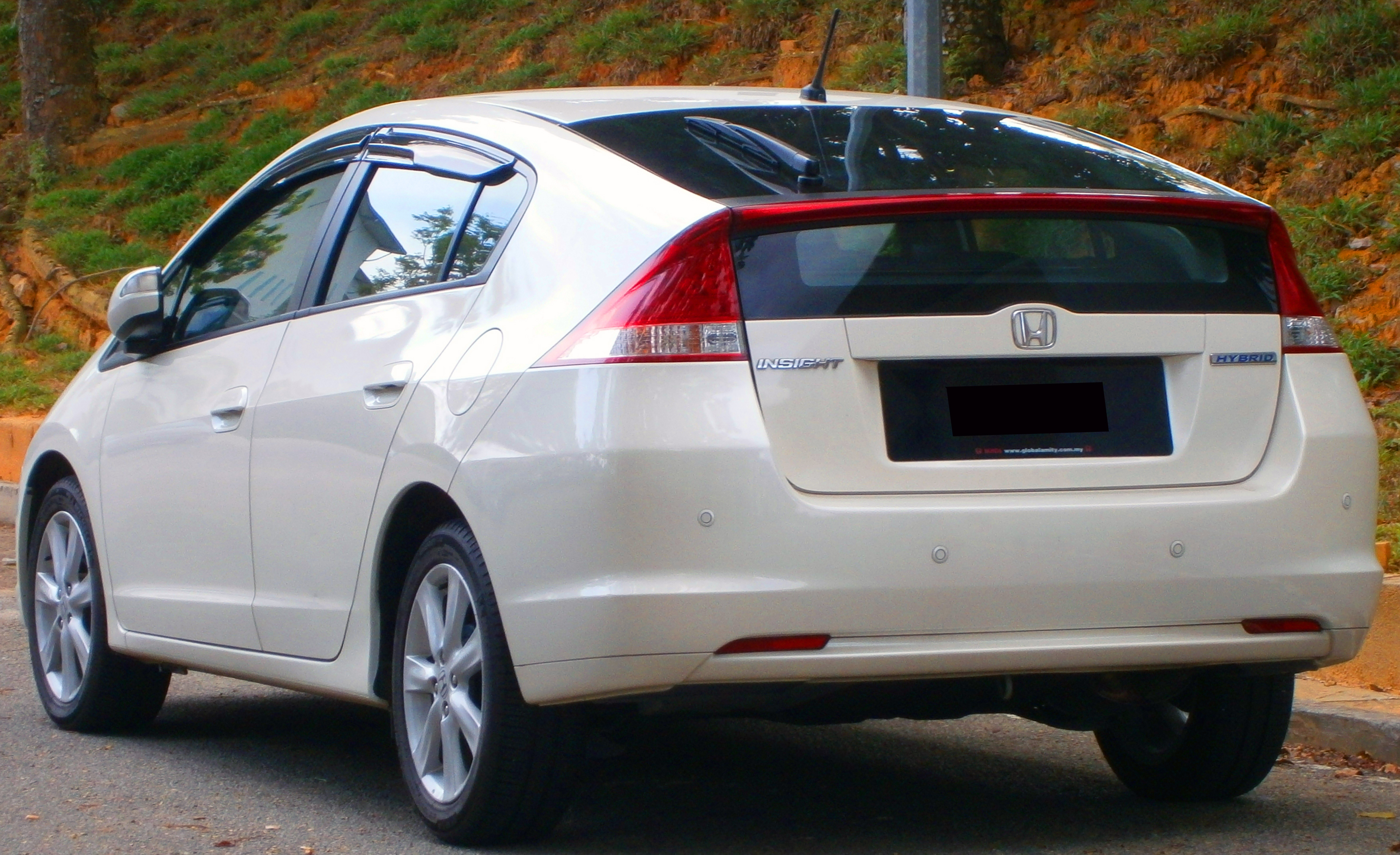
Heckansicht

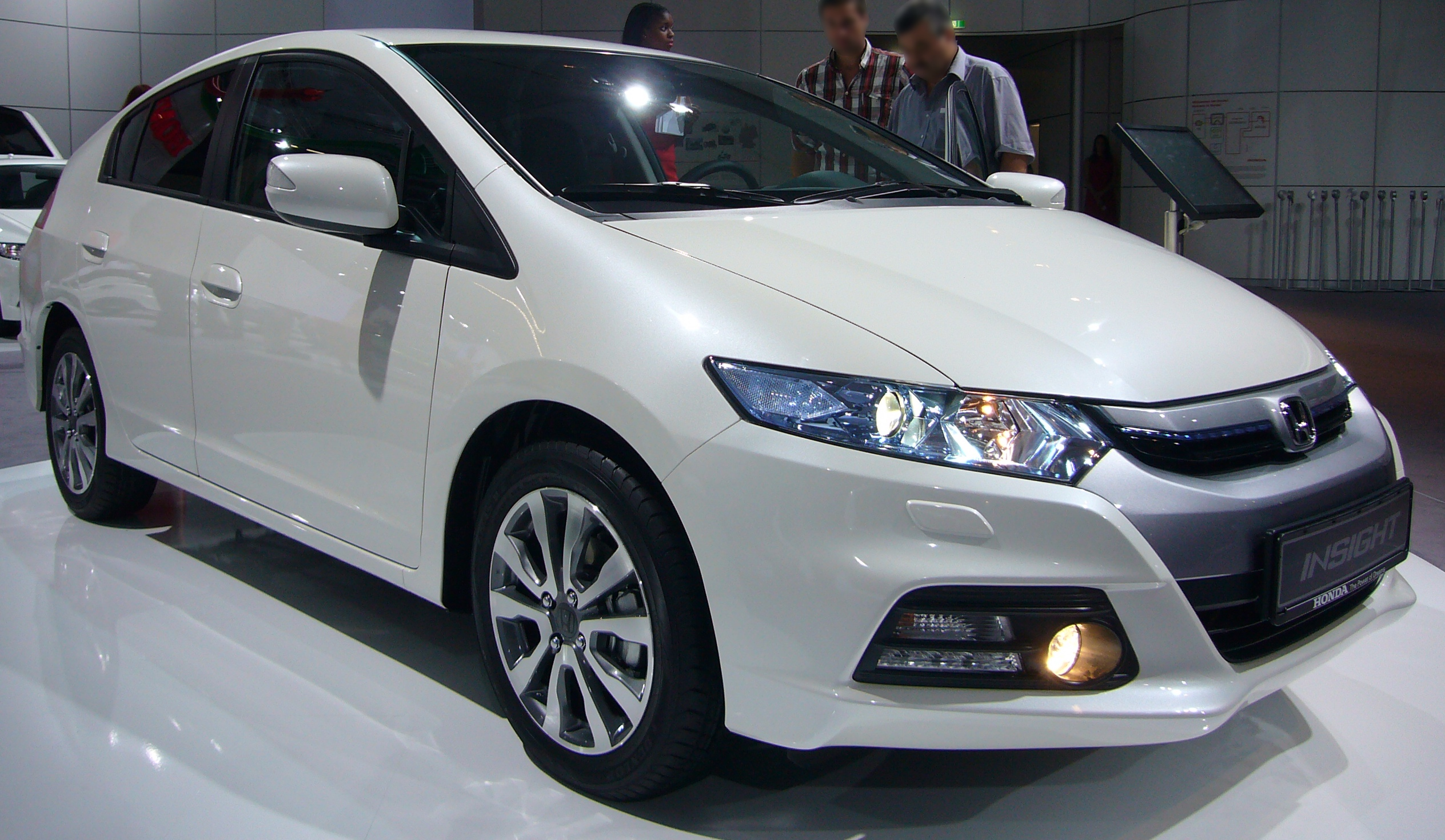
Honda Insight (2011–2013)

| Sterne im Euro-NCAP-Crashtest |

| Kenngrößen                                  | 1.3 i-DSI-i-VTEC IMA                                    | 1.3 i-DSI-i-VTEC IMA                                    |
| Bauzeitraum                                 | 04/2009–01/2012                                         | 02/2012–11/2013                                         |
| Motorkenndaten                              |                                                         |                                                         |
| Motortyp                                    | R4-Ottomotor + Elektromotor                             | R4-Ottomotor + Elektromotor                             |
| Gemischaufbereitung                         | Saugrohreinspritzung                                    | Saugrohreinspritzung                                    |
| Motoraufladung                              | —                                                       | —                                                       |
| Hubraum                                     | 1339 cm³                                                | 1339 cm³                                                |
| max. Leistung                               | 65 kW (88 PS) bei 5800/min + 10 kW (14 PS) bei 1500/min | 65 kW (88 PS) bei 5800/min + 10 kW (14 PS) bei 1500/min |
| max. Drehmoment                             | 121 Nm bei 4500/min + 78 Nm bei 1000/min                | 121 Nm bei 4500/min + 78 Nm bei 1000/min                |
| Kraftübertragung                            |                                                         |                                                         |
| Antrieb, serienmäßig                        | Vorderradantrieb                                        | Vorderradantrieb                                        |
| Getriebe, serienmäßig                       | CVT-Automatikgetriebe                                   | CVT-Automatikgetriebe                                   |
| Messwerte                                   |                                                         |                                                         |
| Höchstgeschwindigkeit                       | 182 km/h                                                | 182 km/h                                                |
| Beschleunigung, 0–100 km/h                  | 12,4 s                                                  | 12,4 s                                                  |
| Kraftstoffverbrauch auf 100 km (kombiniert) | 4,4 l Super                                             | 4,1 l Super                                             |
| CO2-Emission (kombiniert)                   | 101 g/km                                                | 96 g/km                                                 |
| Abgasnorm nach EU-Klassifikation            | Euro 5                                                  | Euro 5                                                  |

### Zulassungszahlen
Zwischen 2009 und 2013 sind in der Bundesrepublik Deutschland 2.718 Honda Insight neu zugelassen worden.
|  |

|  |

|  |

|  |

|  |

|  |

|  |

|  |

|  |

|  |

|  |

|  |

|  |

|  |

|  |

|  |

|  |

|  |

|  |

|  |

|  |

|  |

|  |

|  |

|  |

|  |

|  |

|  |

|  |

|  |

|  |

|  |

|  |

|  |

|  |

|  |

|  |

|  |

|  |

|  |

|  |

|  |

|  |

|  |

|  |

|  |

|  |

|  |

|  |

|  |

|  |

|  |

|  |

|  |

|  |

|  |

|  |

|  |

|  |

|  |

|  |

|  |

|  |

|  |

|  |

|  |

|  |

|  |

|  |

|  |

|  |

|  |

|  |

|  |

|  |

|  |

|  |

|  |

|  |

|  |

|  | Benzin-Hybrid (2.718) |

|  | Benzin-Hybrid (2.718) |

## Insight (2018–2022)
Auf der North American International Auto Show im Januar 2018 in Detroit präsentierte Honda mit dem Insight Prototype einen ersten Ausblick auf eine neue Insight-Generation. Die Serienversion wurde im März 2018 auf der New York International Auto Show vorgestellt und wurde ab Sommer 2018 in Nordamerika verkauft. Erstmals wurde der Insight als Stufenhecklimousine gebaut. Weiterhin wird die Limousine von einem Hybridantrieb angetrieben. Ab Dezember 2018 war das Fahrzeug auch auf dem japanischen Markt erhältlich.

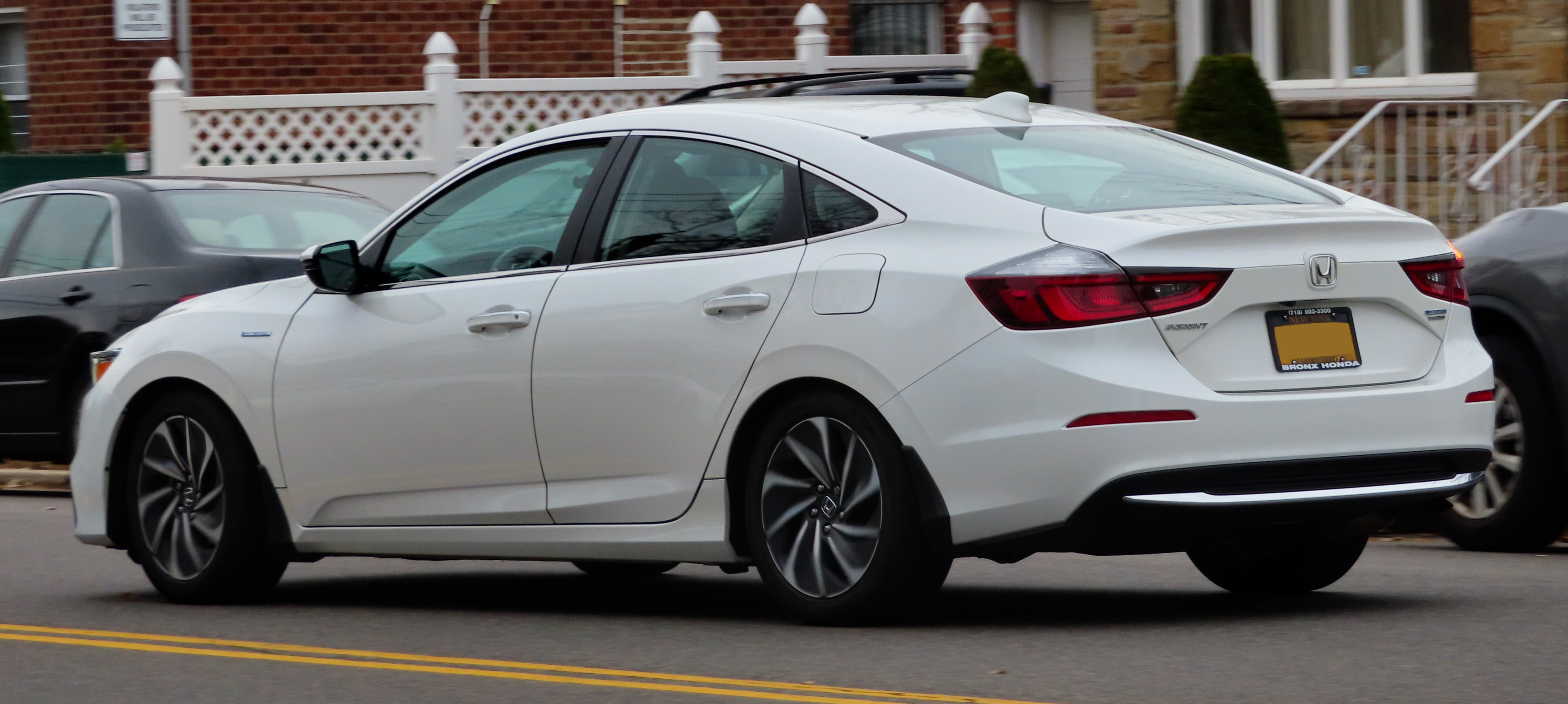
Heckansicht
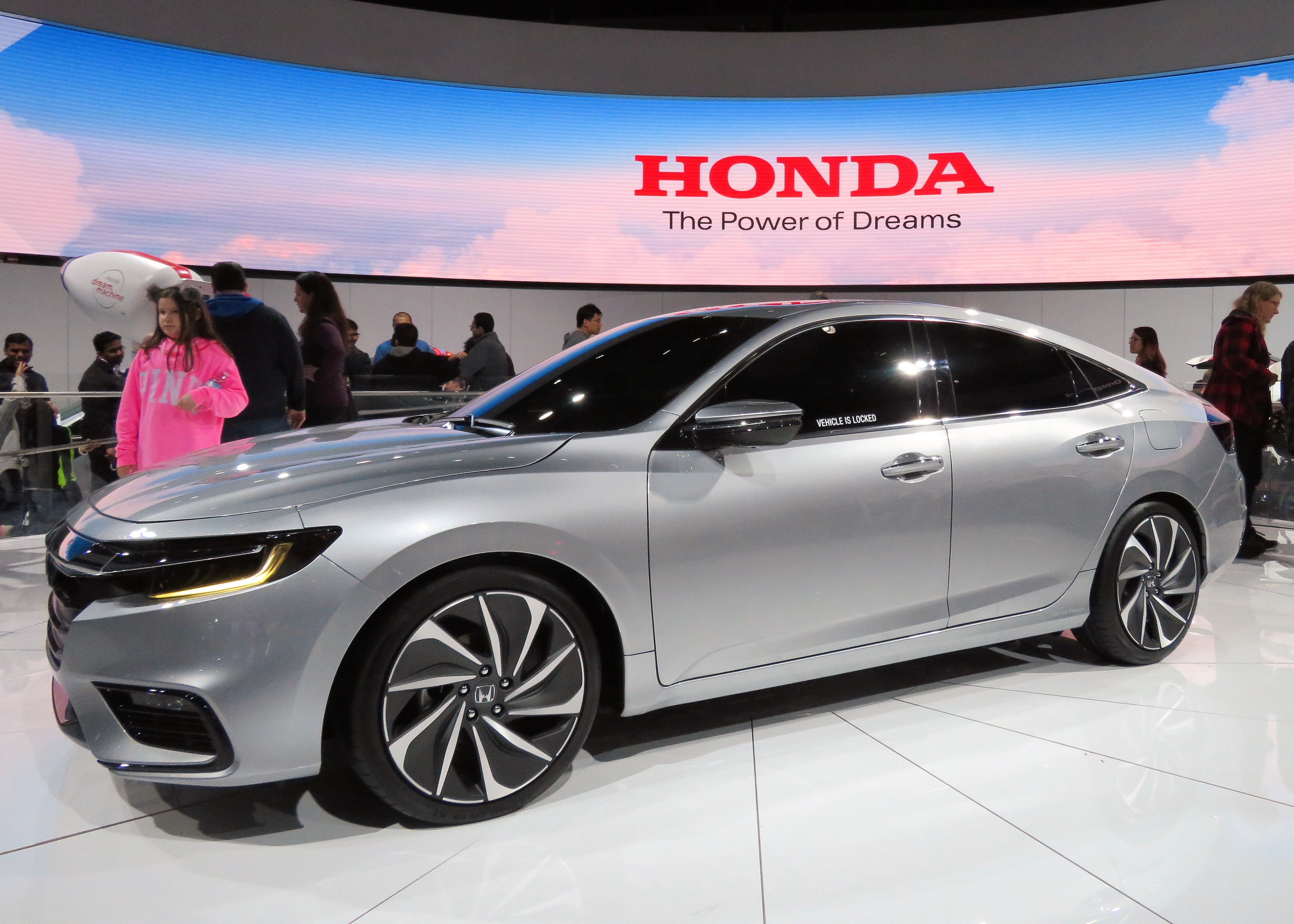
Honda Insight Prototype auf der NAIAS 2018
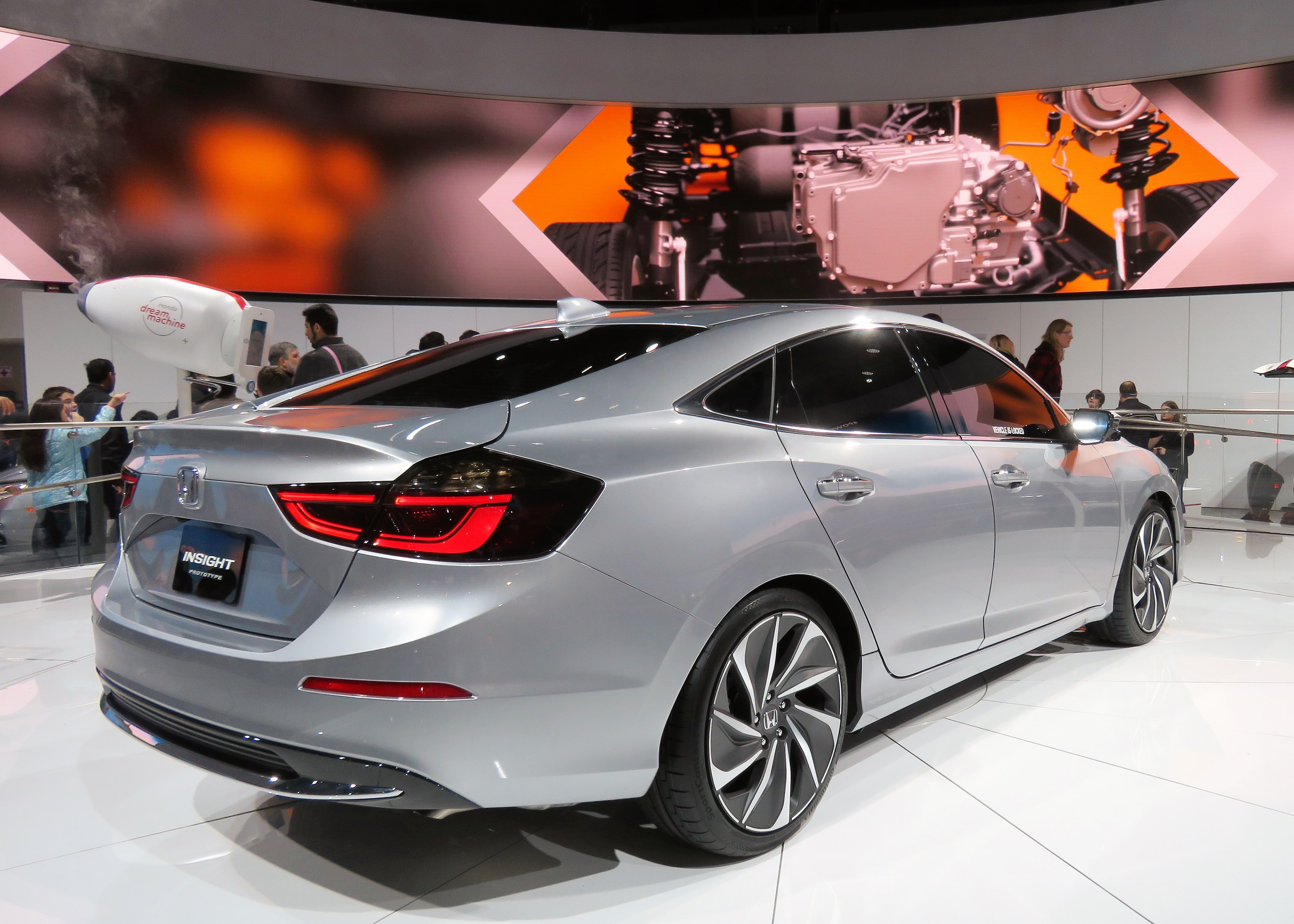
Heckansicht